# برايان خان
برايان خان (بالإنجليزية: Brian Kahn)‏ هو صحفي أمريكي، ولد في 22 يناير 1947.